# Mariassalto
Mariassalto fu un'unità militare della Regia Marina, dotata di MAS (Motoscafo armato silurante), costituitasi dopo l'8 settembre 1943. Dipendeva dall'Ispettorato generale MAS con sede a Taranto, comandato dall'ammiraglio duca Aimone di Savoia-Aosta.

## Storia
Con l'armistizio dell'8 settembre 1943, anche le varie Flottiglie MAS furono divise in due parti. Nella Xª Flottiglia MAS coloro che rimasero fedeli al re e al nuovo governo Badoglio nel Regno del Sud e non seguirono nella Xª della RSI il principe Junio Valerio Borghese, al comando del capitano di vascello Ernesto Forza furono inquadrati in una nuova unità denominata Mariassalto. A questi si unirono anche Antonio Marceglia, Luigi Durand De La Penne e gli altri incursori fatti prigionieri dagli inglesi e rimpatriati nel 1944 dopo la prigionia. Fu così uno dei primi reparti della Marina Cobelligerante Italiana.
Questa unità partecipò ad azioni al fianco delle unità alleate corrispondenti, in particolare per mantenere aperto il porto della Spezia, insieme con omologhe unità inglesi, contro il tentativo dei tedeschi di affondare delle navi alla sua entrata. In particolare vennero effettuate due operazioni di rilievo. La prima, denominata "QWZ", nella notte del 21 giugno 1944 nel porto di La Spezia portò all'affondamento dell'incrociatore pesante Bolzano, ultimo superstite della sua classe e all'ulteriore danneggiamento dell'incrociatore Gorizia, già in riparazione per i danni subiti in un bombardamento. L'incursione, partita dal cacciatorpediniere Grecale (capitano di fregata Benedetto Ponza di San Martino) e dalla motosilurante 74 appoggiati da un MTSM, venne diretta dal capitano di vascello Forza che con due operatori gamma, i guardiamarina Francesco Berlingieri e Andrea De Angelis, un pilota di SLC, il sottocapo nocchiero Corrado Gianni e il sottotenente di vascello della Royal Navy Causer, penetrò nel porto con i chariot, i corrispondenti inglesi degli SLC, attaccando i due incrociatori. Per questa azione verranno conferite tre medaglie d'argento al valor militare, tre di bronzo e una croce di guerra al merito.

La portaerei Aquila semiaffondata a Genova nel 1944

La seconda, denominata "Toast", venne svolta nella notte del 19 aprile 1945 da un gruppo di incursori, tra cui il sottotenente di vascello Nicola Conte e il sottocapo Evelino Marcolini, e aveva come obiettivo l'affondamento nel porto di Genova di quella che sarebbe dovuta diventare la prima portaerei italiana, l'Aquila, per impedire che venisse affondata dai tedeschi bloccando così l'ingresso del porto. Per l'affondamento dell'Aquila il sottocapo Marcolini e il sottotenente Conte vennero decorati di Medaglia d'oro al valor militare. Come menzionato nelle motivazioni del conferimento delle medaglie, gli incursori utilizzarono del materiale di dubbia efficacia, residuato delle operazioni precedenti, poiché non esisteva alcuna possibilità di rimpiazzo visto che i luoghi deputati alla ricerca, allo sviluppo e alla produzione erano tutti nelle mani dei tedeschi.
In questo gruppo era inquadrato anche il reparto NP (Nuotatori Paracadutisti) del reggimento San Marco, che effettuò numerose operazioni di infiltrazione dietro le linee nemiche, sbarcando da MAS italiani o da sommergibili, di norma autonomamente ma a volte portando un ufficiale di collegamento alleato. Il reparto venne ricostituito a Taranto e operò dal giugno 1944 sino alla fine del conflitto. Inizialmente l'attività venne concentrata su sbarchi e recuperi di informatori, rifornimento di materiali a gruppi partigiani e sabotaggi. Gli incursori venivano portati in zona sui mezzi della Regia Marina, poi raggiungevano la costa con battelli in gomma. Una zona dove vennero effettuate frequenti infiltrazioni era il delta del Po. A volte vennero portate a termine anche operazioni di dragaggi di mine in prossimità di punti presidiati dai tedeschi.
Tra gli esponenti più rappresentativi di questa unità figura il sottotenente Angelo Garrone. Questo ufficiale guidò molte spedizioni dietro le linee tedesche, come ad esempio quella del 20 luglio 1944 quando, sbarcati dal MAS 61 presso Ortona, fecero saltare un tratto di strada per interrompere il traffico sulla statale 16 Adriatica; ancora il 18 novembre 1944 un altro sabotaggio partendo da un mezzo statunitense, conclusosi con la scoperta tedesca del gruppo e una rapida fuga; nel dicembre 1944 furono eseguite altre due missioni: la prima nella notte tra il 4 e il 5 dicembre con la Patrol Torpedo Boat statunitense Rebel, per rifornire i partigiani e alcuni informatori, Montanino e Maletto; alla testa di 12 NP italiani era il capo di 3ª classe Vittorio Fanchin, agli ordini dell'ufficiale statunitense Crislow. Altra missione in novembre nei pressi di Ancona, quando un gruppo di 15 NP al comando del sottotenente Ambrosi, trasportato sul MAS 31, con l'obiettivo di far saltare dei ponti (due ponti stradali e uno ferroviario) fallisce l'obiettivo.
Gli NP furono il primo reparto alleato a entrare in Venezia il 30 aprile 1945, dove si trovavano alcuni reparti tedeschi che non avevano ottemperato all'ordine di resa. Alle ore 17 del 27 aprile, in seguito a un'offensiva di reparti partigiani cominciata il 22, gli NP sbarcavano sull'isola di Bacucco (oggi chiamata Isolaverde), che si trova alla foce del Brenta. Preso contatto con un gruppo di tedeschi, gli NP li impegnano in combattimento catturandone 14, dopodiché i tedeschi si diedero alla fuga. Lasciati i prigionieri sotto sorveglianza, il gruppo comandato dal sottotenente Garrone inseguì i fuggiaschi e ne catturò 12 unitamente a un barcone a motore, armi, una tonnellata di viveri e 5 cavalli. Il giorno dopo agli avamposti degli incursori si presentarono alcuni ucraini arruolati dai tedeschi, per trattare la resa del loro reparto nelle mani di una formazione regolare e non di partigiani. Accettata la resa, con la condizione che i prigionieri non sarebbero stati restituiti ai russi, alle ore 08:00 del 28 aprile gli incursori sbarcano a Chioggia acclamati dalla popolazione; il 30 il reparto arriva a Venezia.

## Organizzazione
- Gruppo Mezzi d'assalto - Mariassalto (al 2 maggio 1945)
  - Reparto Mezzi d'assalto di superficie
  - Reparto Mezzi d'assalto subacquei
  - Reparto Nuotatori "Gamma"
  - Reparto Nuotatori Paracadutisti
  - Scuola Sommozzatori e Palombari
- I Flottiglia MAS, comandata da Vincenzo Fusco
- V Flottiglia MAS (Brindisi)